# Universität Tilburg
Die Universität Tilburg – offizieller Name Tilburg University (TiU) auf Englisch, auch bekannt als Universiteit van Tilburg (UvT) auf Niederländisch – ist eine Universität in den Niederlanden mit Sitz in der Stadt Tilburg. Sie zählt heute über 14.000 Studenten, davon 1.736 internationale Studenten aus 100 Nationen, sowie 1.586 Angestellte und verfügt über ein Budget von 207 Millionen Euro. Der Fokus von Lehre und Forschung liegt auf den Sozialwissenschaften (insbesondere der Volkswirtschaftslehre) und Jura.

## Geschichte
1927 wurde die Römisch-Katholische Handelshochschule gegründet, diese widmete sich ausschließlich der Unternehmensführung. 1938 erfolgte eine Umbenennung in Katholische Wirtschaftshochschule, und als 1963 neue Fakultäten entstanden, Katholische Hochschule Tilburg. Ab 1986 nannte sie sich Katholische Universität Brabant. Am 1. September 2002 erfolgte die Umbenennung in die heutige Bezeichnung.

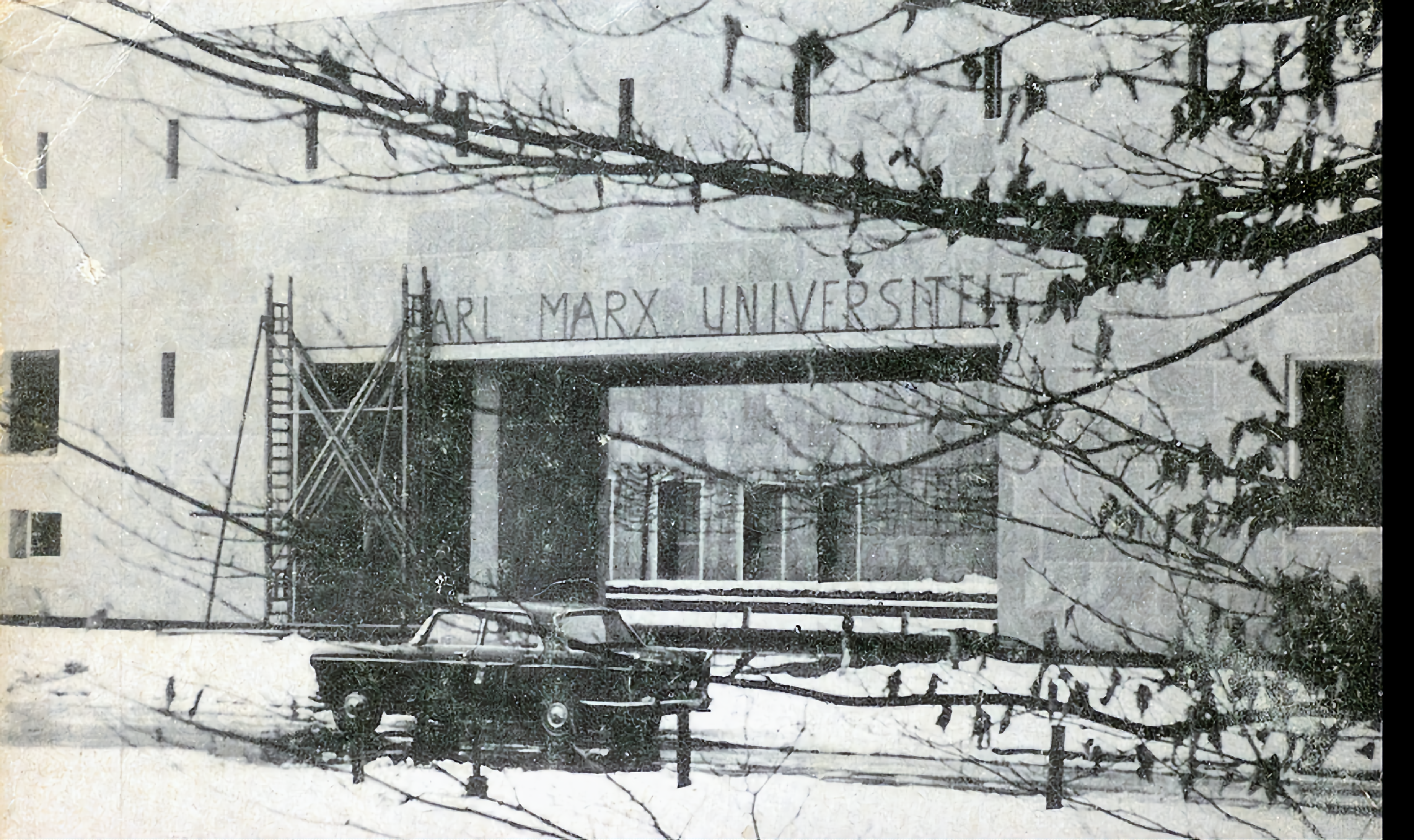

## Organisation
Volks- und Betriebswirtschaft (1927) ist die älteste und größte Fakultät. Die anderen vier Fakultäten – Rechtswissenschaften (1963), Sozial- und Verhaltenswissenschaften (1963), Geisteswissenschaften (2007) und Theologie und Religionswissenschaften (1967) – sind neueren Datums. Zusätzlich hat die Universität Tilburg eine Zusammenarbeit mit der Technischen Universität Eindhoven sowie einer Anzahl von Forschungszentren und weiteren Hochschulen.

## Internationale Ausrichtung und englischsprachige Lehre
Die Universität Tilburg ist zunehmend international ausgerichtet und wirbt aktiv um internationale Studenten und akademisches Personal. Zurzeit kommen ca. 8 % der Studierenden aus dem Ausland (Stand: 2010). Es werden zahlreiche englischsprachige Studiengänge angeboten, darunter  32 Masterstudiengänge und folgende Bachelorstudiengänge:
- Econometrics and Operations Research
- Economics
- International Business Administration
- Liberal Arts and Sciences
- Global Law

## Bekannte Hochschullehrer

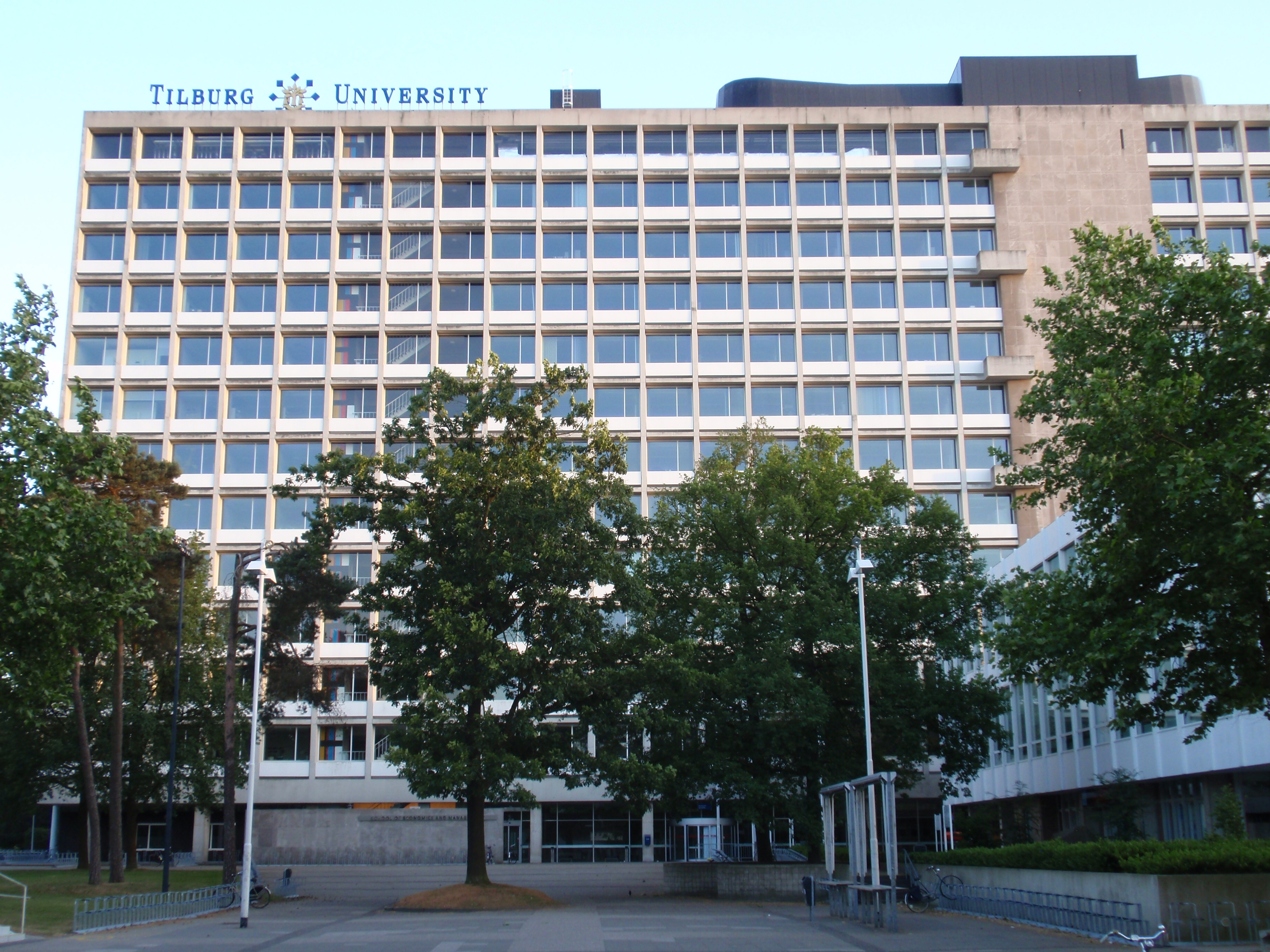
Tilburg University

- Lans Bovenberg (* 1958), Wirtschaftswissenschaftler
- Wim van de Donk
- Konrad Ehlich (* 1942), deutscher Linguist
- Paul Frissen
- Ernst Hirsch Ballin (* 1950), Politiker und Jurist
- Rianne Letschert (* 1976), Rechtswissenschaftlerin
- Rick van der Ploeg
- Corien Prins
- Jan Renkema
- Ignace Snellen (1933–2018), Verwaltungswissenschaftler
- Diederik Stapel (* 1966), Sozialpsychologe
- Max van der Stoel (1924–2011), Politiker und Diplomat
- Cees Veerman
- Pieter Winsemius (* 1942), Politiker

## Bekannte Absolventen und Studenten
- Klaas Dijkhoff (* 1981), Politiker
- Afshin Ellian (* 1966), Jurist (studierte 1989–1996)
- Adriana Esmeijer (* 1966), Leiter (studierte 1987–1992)
- Peter Fleuren (* 1955), Politiker
- Jean Frijns (* 1947), Manager (studierte 1966–1971)
- Wim van den Goorbergh (* 1948), Bankier (studierte 1966–1971)
- Eugene Holiday (* 1962), Gouverneur von Sint Maarten (studierte 1982–1987)
- Antoon Hurkmans (* 1944), Bischof (studierte 1972–1978)
- Servais Knaven (* 1971), Radrennfahrer
- Fatma Koşer Kaya (* 1968), Politikerin
- René van der Linden (* 1943), Politiker (studierte 1965–1970)
- Harry Lockefeer (1938–2007), Journalist (studierte 1960–1965)
- Guus Meeuwis (* 1972), Popsänger
- Joep van den Nieuwenhuyzen (* 1955), Unternehmer
- Norbert Schmelzer (1921–2008), Politiker (studierte 1939–1947)
- Piet Steenkamp (1925–2016), Politiker (studierte 1947–1951)
- Yvonne Timmerman-Buck (* 1956), Politikerin (studierte 1974–1980)
- Axel A. Weber (* 1957), Bankmanager (Präsident der Deutschen Bundesbank von 2004 bis 2011)
- Herman Wijffels (* 1942), Bankier (studierte 1959–1966)